# Policie (film, 1985)
Policie (v originále Police) je francouzský hraný film z roku 1985, který režíroval Maurice Pialat. Snímek měl světovou premiéru na filmovém festivalu v Benátkách.

## Děj
Mangin je drsný, ale čestný, misogynní ale citlivý policista. Jednoho dne potká Norii, bývalou přítelkyni uvězněného obchodníka s drogami. Jejich neobvyklý milostný příběh se točí kolem obchodu s drogami v pařížské čtvrti Belleville. Když Noria ukradne peníze drogovému klanu, ocitne se v nebezpečí.

## Obsazení
| Gérard Depardieu  | Mangin       |
| Sophie Marceau    | Noria        |
| Richard Anconina  | Lambert      |
| Pascale Rocard    | Marie Vedret |
| Sandrine Bonnaire | Lydie        |
| Frank Karoui      | René         |
| Jonathan Leïna    | Simon        |
| Jacques Mathou    | Gauthier     |
| Yann Dedet        | Dédé         |
| Artus de Penguern | inspektor    |